# Ulica św. Benedykta w Krakowie
Ulica św. Benedykta – ulica w Krakowie, w dzielnicy XIII Podgórze, w Podgórzu.
Łączy ulicę Bolesława Limanowskiego z ulicą Rękawka. Jest jednojezdniowa.

## Historia
Ulica została w obecnym kształcie wytyczona pod koniec lat dziewięćdziesiątych XIX wieku i pierwotnie nosiła nazwę ul. Stefana Batorego. W 1917 roku Rada Miasta Krakowa nadała ulicy obecną nazwę, związaną ze znajdującym się w pobliżu kościołem św. Benedykta.

## Zabudowa
Obecna zabudowa ulicy ma charakter mieszkalny – stanowią ją głównie kamienice czynszowe powstałe w latach 90. XIX wieku i na początku wieku XX.
- ul. św. Benedykta 1 (ul. Bolesława Limanowskiego 24) – kamienica, 1885[a].
- ul. św. Benedykta 2 (ul. Bolesława Limanowskiego 22) – dom, XIX wiek[b].
- ul. św. Benedykta 3 – kamienica. Projektował Jozue Oberlander, 1911–1912.
- ul. św. Benedykta 5 – kamienica, 1898–1899.
- ul. św. Benedykta 7 – kamienica, 1893–1894.
- ul. św. Benedykta 9 – kamienica. Projektował Stanisław Serkowski, 1894–1895.
- ul. św. Benedykta 11 – kamienica. Projektował Kazimierz Leiter, 1895–1900.
- ul. św. Benedykta 13 – kamienica. Projektował Kazimierz Leiter, 1896–1897.
- ul. św. Benedykta 15 (ul. Rękawka 29) – dom, XIX wiek.
- ul. św. Benedykta – fort św. Benedykta. Projektował Feliks Księżarski, 1853–1861[c].

Opracowano na podstawie źródła: Gminnej ewidencji zabytków – Kraków.